# Manuel Joaquín Tarancón y Morón
Manuel Joaquín Tarancón y Morón, španski rimskokatoliški duhovnik, škof in kardinal, * 20. marec 1782, Covarrubias, † 26. avgust 1862.

## Življenjepis
4. oktobra 1847 je bil imenovan za škofa Córdobe; škofovsko posvečenje je prejel 2. januarja 1848.
3. avgusta 1857 je bil imenovan za nadškofa Seville.
15. marca 1858 je bil povzdignjen v kardinala.